# フリットヨフ・プリッツ
フリットヨフ・プリッツ（Frithjof Prydz、1943年7月15日 - 1992年12月8日）はノルウェーオスロ出身の元スキージャンプ選手、元テニス選手。

## プロフィール

### スキージャンプ
プリッツはオスロのReady ILスキークラブでジャンプを始めた。
1969-1970シーズンのスキージャンプ週間で国際大会にデビュー、第4戦ビショフスホーフェンでは9位となった。
翌1970-1971シーズンのジャンプ週間では自己最高位の総合8位となり、同じ1971年のラハティスキーゲームズでは優勝した。
ノルウェー選手権では1972年にトロンハイムで行われた90m級で優勝、その他2位3回（1971、1973年70m級、1975年90m級）、3位3回（1968年70m級、1971、1973年90m級）となっている。
1975年のスキーフライング世界選手権で4位の好成績を残したが1975-1976シーズンのジャンプ週間終了後現役を退いた。

### テニス
テニスではノルウェー選手権で長年に渡って活躍した。1967年のノルウェーアウトドアテニス選手権男子ダブルスで優勝したのを皮切りに 1968年の同男子シングルス優勝、混合ダブルスではエレン・グリンヴォルトとのペアでアウトドア選手権12度、インドアテニス選手権6度優勝 など1967年から1985年までに25度のタイトルを獲得した。
また、デビスカップにノルウェー代表として通算15試合出場、4勝11敗の成績を残した。 
これらの実績により1971年にw:no:Egebergs Ærespris（ノルウェー人で複数のスポーツにおいて優秀な成績を残した選手に贈られる賞）を受賞した。